# Peste de Sheroe
La peste de Sheroe o la plaga de Sheroe (627-628) fue una epidemia que devastó las provincias occidentales del Imperio sasánida, principalmente Mesopotamia (Asuristán), matando a la mitad de su población, incluyendo el rey sasánida reinante (sah) que da nombre a la plaga, Kavad II Sheroe (r. 628).
La peste de Sheroe fue una de varias epidemias que ocurrieron en o cerca de Irán dentro de dos siglos después de que la primera pandemia de plagas fue traída por los ejércitos sasánida sde sus campañas en Constantinopla, Siria y Armenia. Contribuyó a la caída del Imperio sasánida.